# 奥西·考皮
奥西·考皮（芬蘭語：Ossi Kauppi，1929年4月19日—2000年4月16日），芬兰男子冰球运动员，场上位置是后卫。他曾代表芬兰国家队参加1952年冬季奥林匹克运动会冰球比赛，获得第7名。